# Tears On Tape

Tears On Tape est un album de HIM sorti en 2013, et marque la signature chez un nouveau label, Razor & Tie, distribué par Universal Music Group en Europe, et The End Records, aux États-Unis.

## Listes des pistes
1. Unleash The Red (Instrumental)
2. All Lips Go Blue
3. Love Without Tears
4. I Will Be The End Of You
5. Tears On Tape
6. Into The night
7. Hearts At War
8. Trapped In Autumn (Instrumental)
9. No Love
10. Drawn & Quartered
11. Lucifer's Chorale (Instrumental)
12. W.L.S.T.D.
13. Kiss The Void